# Menigionyx flabellatus
Menigionyx flabellatus är en skalbaggsart som beskrevs av Gilbert John Arrow 1941. Menigionyx flabellatus ingår i släktet Menigionyx och familjen Melolonthidae. Inga underarter finns listade i Catalogue of Life.